# Notre-Dame-du-Cruet
Notre-Dame-du-Cruet is een gemeente in het Franse departement Savoie (regio Auvergne-Rhône-Alpes) en telt 135 inwoners (1999). De plaats maakt deel uit van het arrondissement Saint-Jean-de-Maurienne.

## Geografie
De oppervlakte van Notre-Dame-du-Cruet bedraagt 1,9 km², de bevolkingsdichtheid is 71,1 inwoners per km².
De onderstaande kaart toont de ligging van Notre-Dame-du-Cruet met de belangrijkste infrastructuur en aangrenzende gemeenten.

## Demografie
Onderstaande figuur toont het verloop van het inwonertal (bron: INSEE-tellingen).